# 4e étape du Tour de France 2005
Pour un article plus général, voir Tour de France 2005.
La 4e étape du Tour de France 2005 du 5 juillet 2005 s'est déroulée entre les villes de Tours et de Blois sur une distance de 66 km en contre-la-montre par équipes.

## L'étape

### Déroulement de la course
C'est l'équipe Discovery Channel de Lance Armstrong qui a remporté la course, devançant de deux secondes la Team CSC du maillot jaune David Zabriskie. Néanmoins ce dernier chute à 2 km de l'arrivée et perd près d'une minute trente sur Lance Armstrong, il perd ainsi le maillot jaune qu'il détenait avec une avance d'à peine deux secondes depuis le prologue. Lance Armstrong obtient le maillot jaune et son équipe remporte pour la troisième année consécutive l'épreuve du contre-la-montre par équipe, en pulvérisant le record de l'épreuve à la vitesse moyenne de 57,32 km/h.

## Résultats

### Classement de l'étape
| Classement de la 4e étape | Classement de la 4e étape | Classement de la 4e étape | Classement de la 4e étape |
|                           | Équipe                    | Pays                      | Temps                     |
| ------------------------- | ------------------------- | ------------------------- | ------------------------- |
| 1re                       | Discovery Channel         | États-Unis                | en 1 h 10 min 39 s        |
| 2e                        | Team CSC                  | Danemark                  | +2 s                      |
| 3e                        | T-Mobile                  | Allemagne                 | +35 s                     |
| 4e                        | Liberty Seguros-Würth     | Espagne                   | +53 s                     |
| 5e                        | Phonak                    | Suisse                    | +1 min 31 s               |
| 6e                        | Crédit agricole           | France                    | +1 min 41 s               |
| 7e                        | Illes Balears             | Espagne                   | +2 min 05 s               |
| 8e                        | Gerolsteiner              | Allemagne                 | +2 min 05 s               |
| 9e                        | Fassa Bortolo             | Italie                    | +2 min 19 s               |
| 10e                       | Liquigas-Bianchi          | Italie                    | +2 min 26 s               |
| modifier                  |                           |                           |                           |

## Classements à l'issue de l'étape

### Classement général
| Classement général à l'issue de la 4e étape | Classement général à l'issue de la 4e étape | Classement général à l'issue de la 4e étape | Classement général à l'issue de la 4e étape | Classement général à l'issue de la 4e étape |
|                                             | Coureur                                     | Pays                                        | Équipe                                      | Temps                                       |
| ------------------------------------------- | ------------------------------------------- | ------------------------------------------- | ------------------------------------------- | ------------------------------------------- |
| 1er                                         | Lance Armstrong                             | USA                                         | Discovery Channel                           | en 9 h 59 min 12 s                          |
| 2e                                          | George Hincapie                             | USA                                         | Discovery Channel                           | +55 s                                       |
| 3e                                          | Jens Voigt                                  | GER                                         | Team CSC                                    | +1 min 04 s                                 |
| 4e                                          | Bobby Julich                                | USA                                         | Team CSC                                    | +1 min 07 s                                 |
| 5e                                          | José Luis Rubiera                           | ESP                                         | Discovery Channel                           | +1 min 14 s                                 |
| 6e                                          | Yaroslav Popovych                           | UKR                                         | Discovery Channel                           | +1 min 16 s                                 |
| 7e                                          | Alexandre Vinokourov                        | KAZ                                         | T-Mobile                                    | +1 min 21 s                                 |
| 8e                                          | Benjamín Noval                              | ESP                                         | Discovery Channel                           | +1 min 26 s                                 |
| 9e                                          | David Zabriskie                             | USA                                         | Team CSC                                    | +1 min 26 s                                 |
| 10e                                         | Ivan Basso                                  | ITA                                         | Team CSC                                    | +1 min 26 s                                 |
| modifier                                    |                                             |                                             |                                             |                                             |

### Classement par points
| Classement par points | Classement par points | Classement par points | Classement par points | Classement par points |
| --------------------- | --------------------- | --------------------- | --------------------- | --------------------- |
|                       | Coureur               | Pays                  | Équipe                | Point(s)              |
| 1er                   | Tom Boonen            | BEL                   | Quick Step            | 70 points             |
| 2e                    | Stuart O'Grady        | AUS                   | Cofidis               | 50 pts                |
| 3e                    | Peter Wrolich         | AUT                   | Gerolsteiner          | 49 pts                |
| modifier              |                       |                       |                       |                       |

### Classement du meilleur grimpeur
| Classement du meilleur grimpeur | Classement du meilleur grimpeur | Classement du meilleur grimpeur | Classement du meilleur grimpeur | Classement du meilleur grimpeur |
| ------------------------------- | ------------------------------- | ------------------------------- | ------------------------------- | ------------------------------- |
|                                 | Coureur                         | Pays                            | Équipe                          | Point(s)                        |
| 1er                             | Erik Dekker                     | NED                             | Rabobank                        | 6 points                        |
| 2e                              | Thomas Voeckler                 | FRA                             | Bouygues Telecom                | 5 pts                           |
| 3e                              | Rubens Bertogliati              | SUI                             | Saunier Duval-Prodir            | 4 pts                           |
| modifier                        |                                 |                                 |                                 |                                 |

### Classement du meilleur jeune
| Classement général du meilleur jeune | Classement général du meilleur jeune | Classement général du meilleur jeune | Classement général du meilleur jeune | Classement général du meilleur jeune |
|                                      | Coureur                              | Pays                                 | Équipe                               | Temps                                |
| ------------------------------------ | ------------------------------------ | ------------------------------------ | ------------------------------------ | ------------------------------------ |
| 1er                                  | Yaroslav Popovych                    | UKR                                  | Discovery Channel                    | en 10 h 00 min 28 s                  |
| 2e                                   | Vladimir Karpets                     | RUS                                  | Illes Balears                        | +57 s                                |
| 3e                                   | Luis León Sánchez                    | ESP                                  | Liberty Seguros-Würth                | +1 min 01 s                          |
| modifier                             |                                      |                                      |                                      |                                      |

### Classement par équipes
| Classement par équipes | Classement par équipes | Classement par équipes | Classement par équipes |
|                        | Équipe                 | Pays                   | Temps                  |
| ---------------------- | ---------------------- | ---------------------- | ---------------------- |
| 1re                    | Team CSC               | Danemark               | en 27 h 38 min 25 s    |
| 2e                     | Discovery Channel      | États-Unis             | + 2 s                  |
| 3e                     | T-Mobile               | Allemagne              | + 2 min 24 s           |
| modifier               |                        |                        |                        |